# KKBニュース
『KKBニュース』（ケーケービーニュース）は、鹿児島放送で2024年3月まで放送されていたローカルニュース番組のタイトル（放送時間については後述）。

## 概要
『News+おやっと!』、『ANNニュース』（毎日昼）以外のニュース番組は基本的にこのタイトルを使用する。また、1982年10月1日の鹿児島放送の開局から1991年10月4日までは、平日夕方のローカルワイドニュースもこのタイトルを使用していた。ただし、1986年9月29日から1年間は『KKBニュース6:00』として独立したワイドニュースを放送していた。
2006年12月1日からはタイトルが「KKB NEWS」に変更された（番組内の表記のみ、番組表上は従来どおり「KKBニュース」）。
2019年頃から平日夜の放送曜日が縮小し、2024年3月をもって火曜日の放送も終了したことで、翌4月以降は本タイトルで放送するニュース番組は消滅したが、同年12月24日から年末年始編成の都合で『News＋おやっと!』の代替放送としている。

## 放送時間
2024年4月以降、単独での番組設定は無し。

## かつての放送時間
いずれも日本標準時。

### ローカルニュース
- 平日 - 11:40 - 11:45（2005年10月まで[1]）
- 土曜日・日曜日 - 17:55 - 18:00（2012年10月28日まで）
- 平日 - 13:55 - 13:58（2019年3月29日まで）
- 水曜日 - 20:54 - 21:00（2019年9月まで[2]）
- 月曜日・木曜日・金曜日 20:54 - 21:00（2023年9月まで[3]）
- 火曜日 20:54 - 21:00（2024年3月まで[4]）

### ANNニュースのタイトル差し替え
「KKBニュースANN」として放送
- 平日 - 14:55 - 15:00（編成の都合で15:55からの放送となる場合あり）
- 土曜日・日曜日 - 20:54 - 20:58（2017年4月8日まで）
- 土曜日 - 15:55
- 日曜日 - 15:25